# ميراندا دودسون
ميراندا دودسون (بالإنجليزية: Miranda Dodson)‏ هي كاتبة غنائية وموسيقية أمريكية، ولدت في 5 ديسمبر 1980 في مدلاند في الولايات المتحدة.